# KiKA
KiKA (Der Kinderkanal von ARD und ZDF) est une chaîne de télévision allemande de droit public créée le 1er janvier 1997 par ARD et ZDF pour les enfants et les adolescents.

## Présentation
KiKA est l’abréviation de « Kinder » (« enfants ») et de « Kanal » (« chaîne »). KiKA est une chaîne publique comparable à Gulli en France, lancée le 1er janvier 1997 par ARD et la ZDF. 
KiKA est l'une des rares chaînes à diffuser des programmes sans aucune coupure publicitaire.
Une production de KiKA est par exemple Schloss Einstein.
Elle diffuse ses programmes de 6 h à 21 h toute la semaine, même pendant les vacances. Sur la TNT allemande, elle partageait son temps d'antenne avec Arte à l'époque, puis avec ZDFneo, laquelle diffusait également ses programmes de 21 h à 6 h toute la semaine, même pendant les vacances. 
Sur le satellite et la Fibre, elles diffusent leurs programmes sur leur propre canal. Lors de l'interruption des programmes à 21 h, un écran avec écrit « Tschüs ! Bis morgen ! » (de 1997 à 2012) et « Der KiKA sendet wieder um 6:00 Uhr » (depuis 2012) fait son apparition quelques minutes, puis la chaîne diffuse en boucle le dessin animé Bernd das Brot jusqu'à la reprise des programmes à 6 heures le lendemain.
La chaîne a mis en place une restriction géographique qui empêche la consultation en direct de la chaîne depuis un poste situé en France. 
En 2019, la chaîne a une part de marché moyenne de 0,9%.

## Identité visuelle

### Logos

Logo de Der Kinderkanal de 1997 à 2000
Logo de KiKA de 2000 à 2005
Logo de KiKA de 2005 à 2008
Logo de KiKA de 2008 à 2012
Logo de KiKA depuis le 14 février 2012

## Programmes
- Bernd das Brot
- Fortsetzung folgt
- Krimi.de
- KiKA Live
- KiKA Kummerkasten
- Logo!
- Löwenzahn
- Schloss Einstein
- Die Sendung mit der Maus
- Sonntagsmärchen
- Willi wills wissen
- Wissen macht Ah!